# Otis (Colorado)
Pour les articles homonymes, voir Otis.
Otis est une ville située dans le comté de Washington dans le Colorado aux États-Unis.
La ville serait nommée en l'honneur du docteur W. O. Otis. Cependant, certains historiens estiment que la ville portait déjà ce nom avant l'arrivée du médecin en ville.

## Démographie
| 1920 | 1930 | 1940 | 1950 | 1960 | 1970 |
| ---- | ---- | ---- | ---- | ---- | ---- |
| 467  | 529  | 498  | 532  | 568  | 521  |

| 1980 | 1990 | 2000 | 2010 | - | - |
| ---- | ---- | ---- | ---- | - | - |
| 534  | 451  | 534  | 475  | - | - |

Selon le recensement de 2010, Otis compte 475 habitants. La municipalité s'étend sur 0,41 milles carrés (1,06 km2).